# Oleksij Choblenko
Oleksij Serhijovyč Choblenko (in ucraino Олексій Сергійович Хобленко?; traslitterazione anglosassone: Oleksiy Serhiyovych Khoblenko; Ekaterinburg, 4 aprile 1994) è un calciatore ucraino, attaccante del Čornomorec'.

## Palmarès

### Club

#### Competizioni nazionali
- Supercoppa di Bielorussia: 1

Dinamo Brėst: 2019
- Campionato bielorusso: 1

Dinamo Brėst: 2019